# Parque Nacional de Kuno
O Parque Nacional de Kuno é um parque nacional e santuário de vida selvagem em Madia Pradexe, na Índia. Seu nome deriva do rio Kuno. Foi estabelecido em 1981 como um santuário de vida selvagem com uma área inicial de 344,686 km² nos distritos de Sheopur e Morena [en]. Em 2018, recebeu a classificação de parque nacional. Faz parte da ecorregião de florestas decíduas secas de Khathiar-Gir.

## Histórico
O Santuário de Vida Selvagem de Kuno foi criado em 1981, com uma área inicial de cerca de 344,68 km². Na década de 1990, foi selecionado como um possível local para implementar o Projeto de Reintrodução do Leão Asiático, cujo objetivo era estabelecer uma segunda população de leões na Índia. Entre 1998 e 2003, cerca de 1.650 habitantes de 24 vilarejos foram reassentados em locais fora da área protegida. A maioria dos habitantes era da tribo Saharia. As aldeias também abrigavam os povos Jatav, Brâmane, Gurjar, Kushwaha e Yadav. Uma área de 924 km² ao redor do santuário de vida selvagem foi adicionada como uma zona de amortecimento para assentamentos humanos. Em 2009, o Santuário de Vida Selvagem de Kuno também foi proposto como um possível local para a reintrodução de guepardos na Índia, que começou com oito dos animais libertados em setembro de 2022.
O estado de Gujarat resistiu à realocação dos leões, pois isso faria com que o Santuário de Gir perdesse sua condição de único lar do leão asiático no mundo. Em abril de 2013, a Suprema Corte da Índia ordenou que Gujarat enviasse alguns de seus leões de Gir para Madia Pradexe para estabelecer uma segunda população. Em dezembro de 2018, o governo estadual mudou a classificação do santuário de vida selvagem para Parque Nacional de Kuno e ampliou a área protegida em 413 km².
Em janeiro de 2022, o ministro do meio ambiente Bhupender Yadav lançou o plano de ação para reintroduzir as chitas na Índia, começando pelo parque nacional de Kuno. Em 2022, o governo indiano elaborou um plano de 25 anos para a realocação de leões no estado de Gujarat e não em outros estados. O governo de Gujarat não cumpriu a ordem da Suprema Corte desde 2013 e resistiu à realocação dos leões para outros estados. Segundo o ambientalista Ajay Dubey, de Bhopal, os planos de reintroduzir chitas africanas no Parque Nacional de Kuno são outra forma de escapar da transferência de leões para o Parque Nacional de Kuno. Em 17 de setembro de 2022, cinco chitas fêmeas e três machos com idades entre 4 e 6 anos chegaram ao Parque Nacional de Kuno vindos da Namíbia.
Em 18 de fevereiro de 2023, mais 12 guepardos chegaram ao Parque Nacional de Kuno. Em março de 2023, nasceram quatro filhotes de guepardo.

## Vida selvagem

### Flora
A vegetação da área protegida inclui florestas e arbustos de Anogeissus pendula, florestas de Boswellia e Butea, florestas e pastagens de savana seca e florestas tropicais ribeirinhas. As espécies de árvores dominantes são Acacia catechu, Salai Boswellia serrata [en], Tendu  Diospyros melanoxylon, Palash Butea monosperma [en], Dhok Anogeissus latifolia [en], Acacia leucophloea, Ziziphus mauritiana [en] e Ziziphus xylopyrus. As espécies de arbustos proeminentes incluem Grewia flavescens,  Helicteres isora, Hopbush viscosa e  Vitex negundo. As espécies de grama incluem Heteropogon contortus [en], Apluda mutica, Aristida hystrix, Heteropogon contortus [en], Cenchrus ciliaris e Desmostachya bipinnata [en]. Senna tora [en] e Argemone mexicana também são comuns.

### Fauna

#### Mamíferos
Os principais predadores que ocorrem na área protegida são o leopardo-indiano, o Acinonyx jubatus jubatus, o gato-da-selva, o urso-beiçudo, o cão-selvagem-asiático, o Canis lupus pallipes, o Canis aureus indicus, a hiena-listrada e a raposa-de-bengala. Os ungulados incluem o chital, o sambar, o nilgó, o Antílope-de-quatro-cornos, o gazela-indiana, o antílope-negro e o javali. Estima-se que mais de 1.900 cabeças de gado zebu selvagem tenham ocorrido em 2008, enquanto a densidade de ungulados selvagens foi considerada muito baixa para sustentar uma população de leões introduzidos na época. Também foram registrados o Urva edwardsii, o Urva smithii, o Urva auropunctata, o ratel, o Semnopithecus, o Hystrix indica e a lebre-indiana.

#### Répteis
Os répteis presentes aqui incluem o crocodilo-persa, o gavial, o Varanus bengalensis e a Nilssonia gangetica.

#### Pássaros
Um total de 129 espécies de aves foi avistado durante uma pesquisa na primavera de 2007. O grifo-bengalense, o abutre-de-bico-longo, o  abutre-de-cabeça-vermelha, o abutre-do-egito, a  águia-serpentária-de-crista, a águia-cobreira, a águia-de-bonelli, o  bútio-de-olhos-brancos, o Nisaetus cirrhatus [en], a Ketupa zeylonensis e a Athene brama são aves de rapina residentes. O tartaranhão-ruivo-dos-pauis, o  tartaranhão-alvinegro, o tartaranhão-caçador, a águia-das-estepes, a águia-pescadora, o peneireiro-eurasiático, a coruja-do-nabal, o grou-pequeno e o grou-comum são visitantes de inverno.
A avifauna também inclui o peneireiro-cinzento, a  perdiz-colorida, o pato-ferrugíneo, o pavão-azul, o  francolim-cinzento, o noitibó-da-europa, o  noitibó-da-selva, o  noitibó-indiano, o Pterocles indicus [en], a  cegonha-episcopal, o alcaravão-grande [en], o malcoa-sirquir, o  Oriolus kundoo, o  pica-pau-incandescente-indiano, o picanço-de-dorso-castanho e o  papa-moscas-do-paraíso-indiano.